# Garcinieae
Garcinieae, tribus kluzijevki kojemu pripadaju dva roda zimzelenog drveća i grmova u tropskoj Africi, Aziji, Srednjoj i Južnoj Americi i Australiji.
Tipični rod je garcinija, a poznatija vrsta mango ili mangostin (G. mangostana), ne smije se brkati s mangom, Mangifera indica.
Sve vrste roda Rheedia L. premještene su u rod garcinija.

## Rodovi
1. Allanblackia Oliv. ex Benth. & Hook.f., 1867
2. Garcinia L., 1753.

## Vanjske poveznice
|  | Zajednički poslužitelj ima još gradiva o temi Garcinieae |
|  | Wikivrste imaju podatke o taksonu Garcinieae             |